# 北京理工大学珠海学院
北京理工大学珠海学院（英語：Beijing Institute of Technology, Zhuhai），简称北理珠，位于中國广东省珠海市香洲区，于2004年5月8日正式成立。2024年起，珠海学院暂停招生；现计划转设为民办本科院校，并迁至江门恩平办学。

## 办学特色
珠海学院以北京理工大学作为办学主体，是其办学理念和办学资源的延伸，是其发展战略的重要组成部分。学院以北京理工大学优势专业和优质师资为依托，传承其教育理念和教学管理传统、治学严谨的校风和团结、勤奋、求实、创新的精神，坚持“狠抓教学质量、突出专业特色、强化实践环节、培养创新能力”的办学思路，以社会需求为导向，培养志向高远、基础扎实、体魄强健、心境恬美，具有创新精神和国际视野的复合型、应用型人才。
学校在继承北京理工大学的品牌学科专业优势基础上，根据广东省尤其是珠三角地区产业结构特点，设置优势和特色专业，体现专业的应用性、创新性和复合性。目前，学校设置43个本科专业，形成了以工为主，工、理、管、文、经、法、艺多学科协调发展的格局。

## 机构设置

### 二级学院
| 院系名称           | 成立时间 | 负责人                        | 备注                                                     |
| ------------------ | -------- | ----------------------------- | -------------------------------------------------------- |
| 信息学院           | 2004年   | 院长：苏秉华                  |                                                          |
| 计算机学院         | 2004年   | 院长：林国璋                  |                                                          |
| 工业自动化学院     | 2006年   | 院长：焦永和                  |                                                          |
| 材料与环境学院     | 2004年   | 院长：矫庆泽                  |                                                          |
| 航空学院           | 2005年   | 院长：杨佐                    | 与中航通用飞机公司共建，为华南地区唯一一所本科航空学院。 |
| 数理与土木工程学院 | 2010年   | 院长：孙洪波                  |                                                          |
| 商学院             | 2004年   | 院长：田艳                    |                                                          |
| 会计与金融学院     | 2012年   | 院长：孔丰                    |                                                          |
| 外国语学院         | 2004年   | 院长：吴树敬                  |                                                          |
| 民商法律学院       | 2004年   | 名誉院长：梁慧星 院长：王建宇 |                                                          |
| 设计与艺术学院     | 2004年   | 院长：石果                    |                                                          |
| 马克思主义学院     |          |                               |                                                          |

### 公共教学部（院）
- 体育部
- 通识教育中心
- 布莱恩特项目
- 中美国际学院
- 荣誉学院
- 继续教育学院

### 科研机构
- 北京理工大学珠海研究院[4]（北京理工大学与珠海市政府共建）
- 机器视觉研究中心
- 北理工－珠海乐通联合研究开发中心[5]
- 珠海市油墨涂料技术及中试公共实验室[6]
- 北京理工大学珠海研究生院
- 北京理工大学国家大学科技园·珠海
- 北京理工大学院士工作站·珠海
- 北京理工大学两化融合发展研究院·珠海
- 北京理工大学—香港中文大学光机电工程联合研究中心·珠海
- 北京理工大学—香港理工大学城市与公共安全联合研究中心·珠海[7]

## 校园环境
校园占地5,000余亩，内有20万平方米的人工湖，绿化环境达校区总面积80%以上，校内后山为赤花山森林公园，山中有“贞女祠”，当地村民又称其为“姑婆庙”，建于光绪二十年秋（1894年），乃为纪念咸丰年间官塘乡四村为未婚亡人终身守节的卓飞仙女子贞洁事迹而建。沿山间小径拾级而上还有称为“六祖神明”的天然石室——六祖慧能庙。除此之外，还有“石鸡晨鸣”、“摩崖石刻”、“一线天”、“石炮”、“出米缸”等赤花山八景。
校内有4大教学楼群，分别为明德楼、弘毅楼、天佑楼、艺悦楼。明德楼名称出自《大学》总纲“大学之道，在明明德，在新民，在止于至善”，原名为中心教学楼，由4幢独立楼体成“X”型组成。弘毅楼，取自《论语·泰伯》：“士不可以不弘毅，任重而道远”，原名为化工楼，由8幢独立楼体组成。天佑楼，出自《周易·大有》：“自天佑之”，原名为机车楼，由3幢独立楼体组成。艺悦楼，设计与艺术学院所在，由4幢独立楼体组成。
早在建校之前，已有当地村民在现校园内种植大量荔枝树。建校后，学校根据荔枝树的分布情况，规划了“荔枝洲”、“读书岛”等绿地公园。

## 现任领导班底[10]
- 董事长：王韬光
- 院长：邹美帅（北京理工大学党委常委、副校长，北京理工大学珠海校区党委书记、校长兼任）
- 党委书记：李晋平（北京理工大学珠海校区党委副书记兼任）
- 副院长：陈洋（北京理工大学珠海校区副校长兼任）、林海、史建伟
- 党委副书记：罗勇、史建伟

## 历任领导班底[11]

### 历任院长
- 董兆钧 2004年5月—2008年4月 北京理工大学珠海学院院长
- 刘淑艳 2008年4月—2012年3月 北京理工大学珠海学院院长
- 林国璋 2004年5月—2006年5月 北京理工大学珠海学院常务副院长
- 赵文祥	2009年2月—2012年1月 北京理工大学珠海学院副院长
- 王文清	2009年2月—2012年10月 北京理工大学珠海学院副院长
- 邓建新 2006年5月—2008年4月 北京理工大学珠海学院副院长
- 胡金宝 2009年2月—2009年4月 北京理工大学珠海学院副院长
- 范  瀛 2006年5月—2009年6月 北京理工大学珠海学院副院长
- 罗均宏 2005年5月—2009年2月 北京理工大学珠海学院副院长

### 历任书记
- 林国璋 2004年5月—2006年5月    北京理工大学珠海学院党组负责人
- 邓建新 2006年5月—2008年4月   北京理工大学珠海学院党组负责人 党委书记
- 刘淑艳 2008年4月—2011年5月 北京理工大学珠海学院党委书记

## 学校论坛
海载京声系北京理工大学珠海学院官方论坛（BBS）。目前仅限内网访问，每年6月—10月因招生宣传关系会开放外网访问。
该校条件装备处建立于2005年，由学生自治，学院办公室监管，条件装备处提供技术支持。截至2012年5月31日，论坛注册会员达50611名，发帖总计六百九十万，最高同时在线人数达到1307，日发帖量最高达12521帖。“海载京声”四字源于北京理工大学珠海学院一名女生在征集BBS名字时的提议，经众版主及网友讨论，即以此四字作为论坛名。
论坛设置的书记在线、维权献计等版块及建立学校各部门的网络发言人制度掀起校园“网络维权”风，被《珠江晚报》等多家媒体报道论坛不定期组织学生与学校董事长、校长及各处室负责人等的“面对面”会议，面对面解决学生提出的问题。由于在学生维权方面颇有建树，海载京声在北京理工大学珠海学院校园舆论及学生维权方面占有重要的地位。

## 境外合作
| 学校名称                   | 所在地区 | 合作内容                         |
| -------------------------- | -------- | -------------------------------- |
| 德蒙特福德大学             | 英国     |                                  |
| 卡迪夫大学                 | 英国     | 联合培养本科生项目               |
| 威尔士大学                 | 英国     | 学分互认项目                     |
| 天普大学                   | 英国     |                                  |
| 格林多大学                 | 英国     | 学分互认项目                     |
| 阿伯里斯特威斯大学         | 英国     | 联合培养本科生项目               |
| 德蒙福特大学               | 英国     |                                  |
| 德累斯顿工业大学           | 德国     |                                  |
| 莱瓦顿北方学院             | 荷兰     |                                  |
| 布莱恩特大学               | 美国     | 联合培养本科生项目、本硕连续项目 |
| 哈町大學                   | 美国     | 联合培养本科生项目               |
| 硅谷大学                   | 美国     | 联合培养本科生项目               |
| 中央华盛顿大学             | 美国     | 联合培养本科生项目               |
| 阿肯色大学                 | 美国     |                                  |
| 查普曼大学                 | 美国     |                                  |
| 加州州立理工学院           | 美国     |                                  |
| 罗斯霍曼理工学院           | 美国     |                                  |
| 圣玛丽大学                 | 加拿大   | 联合培养本科生项目、本硕连续项目 |
| 菲莎河谷大学               | 加拿大   |                                  |
| 北阿尔伯塔理工学院         | 加拿大   |                                  |
| 湖首大学                   | 加拿大   |                                  |
| 尼加学院                   | 加拿大   |                                  |
| 莫纳什大学                 | 澳大利亚 | 联合培养本科生项目               |
| 拉筹伯大学                 | 澳大利亚 |                                  |
| 纽卡斯尔大学               | 澳大利亚 | 联合培养本科生项目               |
| 维特利亚理工学院           | 新西兰   |                                  |
| 亚细亚友之会外语学院       | 日本     |                                  |
| 爱心国际学院               | 日本     |                                  |
| 塔林理工大学               | 爱沙尼亚 | 交换生项目                       |
| 延雪平大学                 | 瑞典     |                                  |
| 法商大学                   | 立陶宛   |                                  |
| 国际信息科学学院           | 法国     |                                  |
| 高等商业研究与商业行为学院 | 法国     |                                  |
| 湖西大学                   | 韩国     | 交换生项目                       |
| 祥明大学                   | 韩国     | 交换生项目                       |
| 东西大学                   | 韩国     |                                  |
| 香港浸会大学               | 香港     | 保荐研究生项目                   |
| 香港教育学院               | 香港     | 保荐研究生项目                   |
| 天主教辅仁大学             | 台湾     |                                  |
| 高雄第一科技大学           | 台湾     | 交换生项目                       |
| 国立台湾师范大学           | 台湾     |                                  |
| 朝阳科技大学               | 台湾     | 交换生项目                       |
| 昆山科技大学               | 台湾     | 交换生项目                       |
| 树德科技大学               | 台湾     | 交换生项目                       |
| 中国文化大学               | 台湾     | 交换生项目                       |
| 东吴大学                   | 台湾     |                                  |
| 国立高雄海洋科技大学       | 台湾     |                                  |
| 正修科技大学               | 台湾     |                                  |
| 澳门科技大学               | 澳门     | 保荐研究生项目                   |
| 澳门大学                   | 澳门     |                                  |
| 澳门城市大学               | 澳门     | 保荐研究生项目                   |

## 转设
在2020年开始，官方消息就有透露计划进行北京理工大学珠海学院转设工作。
2024年起，北京理工大学珠海校区（对外使用“北京理工大学（珠海）”名称）开始招生，同年即有首批全日制研究生到珠海校区就读，未来预计有本科生入驻。于珠海校区就读的学生，将获颁北京理工大学毕业证、学位证，效力与北京两校区无异。同年，原北京理工大学珠海学院暂停招生。
2024年11月18日，南粤学院（暂定名）项目动工仪式在江门恩平举行，原北理珠将在完成相关申报工作后转设为普通本科民办大学并迁至该处办学，预计2026年开始招生。

## 外部連結
- 北京理工大学珠海学院主页 （页面存档备份，存于）
- 北京理工大学珠海学院BBS

22°22′01″N 113°32′33″E / 22.36696°N 113.54237°E